# RN-40 (bomba nuclear)
RN-40, conocida también por su nombre industrial 8U-64, es el nombre de una bomba nuclear táctica sin guía desarrollada por la Unión Soviética. La bomba era desplegable desde aviones Yak-38, MiG-23 y MiG-29, y al parecer también Su-17 y MiG-27. El rendimiento nominal de la bomba era de 30 kilotones y tenía una masa de 250 kilogramos. Fue el arma nuclear táctica estándar para los aviones soviéticos al momento de la caída de la URSS.